# Palazzo Moncada di Paternò
Palazzo Moncada di Paternò è un palazzo storico di Palermo, appartenuto alla famiglia Moncada del ramo dei principi di Paternò.

## Storia e descrizione
Il palazzo fu edificato nel 1909 su progetto dell'arch. Antonio Zanca di fronte alla chiesa di San Domenico, su un'area dove sorgeva il palazzo Montalbano, demolito nel 1906 a seguito dei lavori per la realizzazione della via Roma nel mandamento de La Loggia, dove per l'appunto si trova ubicato.
Lo stile architettonico è di tipo eclettico caratteristico di inizio XX secolo, come lo sono anche i palazzi della zona ad esso circostanti, con un prospetto che rimanda però all'architettura settecentesca. Fu uno dei primi palazzi civili di Palermo ad essere realizzato in cemento armato.
Non fu mai abitato dai principi di Paternò, i quali invece risiedevano stabilmente in un altro palazzo che porta lo stesso nome, sito in via Principe di Belmonte angolo via Francesco Crispi, costruito nel 1899 su progetto di Ernesto Basile e gravemente danneggiato da una bomba lanciata il 1º marzo 1943 (in seguito abbattuto perché pericolante).
Nel 2005 fu venduto dal conte Raimondo Moncada ad una società immobiliare palermitana, ad eccezione dei locali a pianterreno affacciati sulla piazza San Domenico.
Nel 2008 vengono avviati i lavori per la sua ristrutturazione, conclusi due anni più tardi.